# Vilhelm av Tyrus

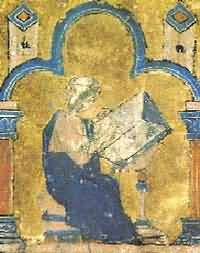
Vilhelm av Tyrus skriver sin historia; en fornfransk handskrift från 1200-talet, Bibliothèque Nationale, Paris, MS 2631, f.1r

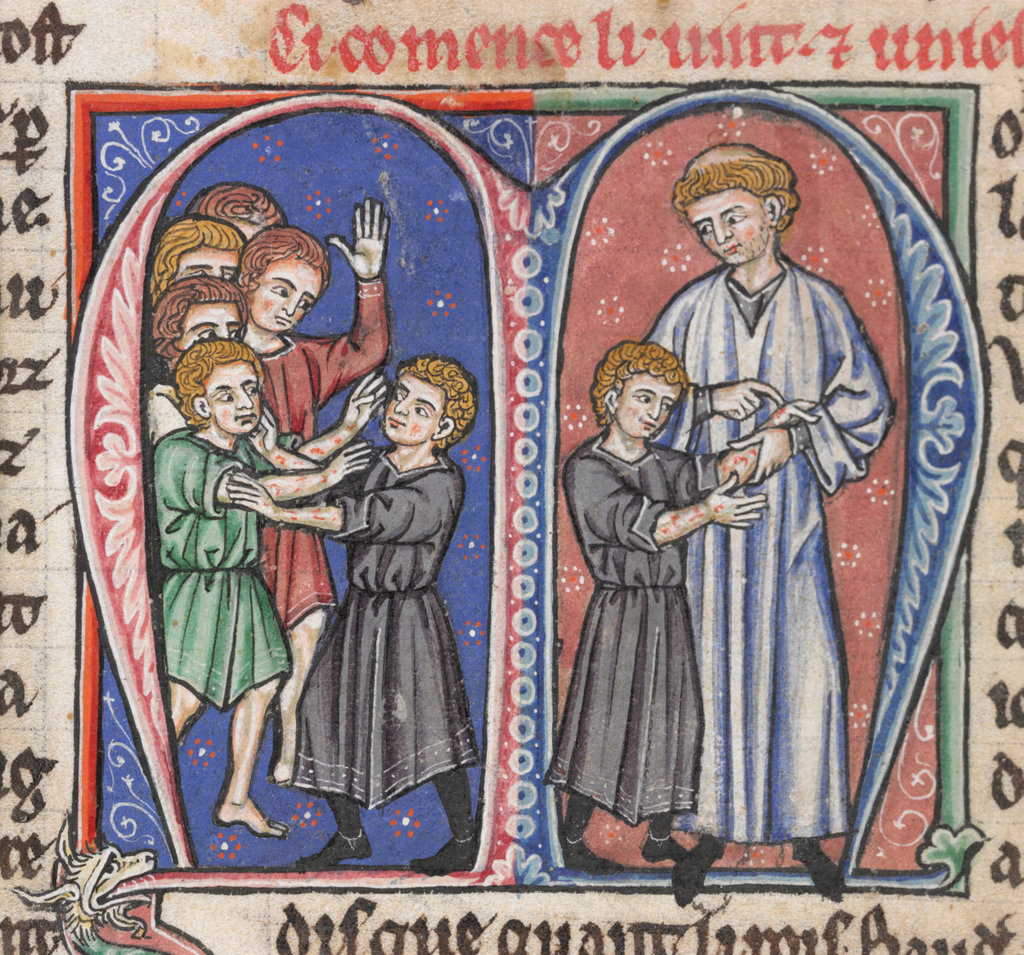
Vilhelm av Tyrus upptäcker att Balduin har symptom på spetälska; handskrift av L'Estoire d'Eracles (fransk översättning av Historia), målad i Frankrike, 1250-talet. British Library, London.)

Vilhelm av Tyrus (franska: Guillaume de Tyr), född omkring 1130 i Kungariket Jerusalem, död omkring 1185, var en krönikeskrivare över korstågen, kansler av kungariket Jerusalem, samt ärkebiskop av Tyrus.

## Biografi
Vilhelm av Tyrus föddes av europeiska, troligen franska, föräldrar i kungariket Jerusalem omkring 1130. Han studerade i Europa, antagligen i Paris, och blev 1163 ärkedjäkne i Tyrus (och Nasaret). Han stod i stor gunst hos kung Amalarik I av Jerusalem, som tog honom till lärare för sin son Balduin och anförtrodde honom diplomatiska beskickningar till Manuel I Komnenos i Konstantinopel och Frédéric de la Roche i Rom samt tredje Laterankonciliet. 
Knappt hade Balduin IV uppstigit på tronen, så utnämnde han sin lärare 1174 till rikets kansler och 1175 till ärkebiskop av Tyrus. Vilhelms dödsår är okänt; antagligen avled han omkring 1185. Tydligen på grund av en namnförväxling beror uppgiften att han 1187 varit påvlig legat till Frankrike för att verka i korstågsärenden och att kungarna Filip August av Frankrike och Henrik II av England tagit korset ur hans hand.

## Författarskap
Utom en nu förlorad historia om Österlandet från Muhammeds till sin egen tid, författade han på latin en historia i 23 böcker om korstågen (tryckt 1549 med titeln Bellisacri historia, libris XXIII comprehensa), en huvudkälla för kunskapen om korstågen och ett av medeltidens mest berömda och lästa historieverk. Det omfattar tiden 1095-1184 och har fortsatts på latin av dominikanmunken Pippin (till 1230), på franska av Bernhard Thesaurarius (till 1274). 